# SkyWork Airlines
SkyWork Airlines AG, действующая как SkyWork Airlines, — швейцарская авиакомпания со штаб-квартирой в коммуне Бельп, осуществляющая регулярные пассажирские перевозки по аэропортам Европы и Северной Африки, а также чартерные рейсы в летний период.
Портом приписки перевозчика и его главным транзитным узлом (хабом) являлся аэропорт Берн.
Авиакомпания прекратила деятельность в августе 2018 года.

## Маршрутная сеть
В конце апреля 2013 года маршрутная сеть авиакомпании SkyWork Airlines охватывала следующие аэропорты:
Австрия
- Вена — международный аэропорт Вены

Хорватия
- Риека — аэропорт Риека (сезонный)
- Сплит — аэропорт Сплит (сезонный)
- Задар — аэропорт Задар (сезонный)

Франция
- Фигари — аэропорт Фигари/Южная Корсика (сезонный)
- Ницца — аэропорт Ницца Лазурный Берег (сезонный)

Германия
- Берлин — аэропорт Берлин Тегель
- Кёльн/Бонн — аэропорт Кёльн/Бонн
- Гамбург — аэропорт Гамбург
- Мюнхен — аэропорт Мюнхен

Италия
- Бриндизи — аэропорт Бриндизи (сезонный)
- Кальяри — аэропорт Кальяри/Эльмас (сезонный)
- Катания — аэропорт Катании Фонтанаросса (сезонный)
- Эльба — аэропорт Кампо-нелль’Эльба (сезонный)
- Неаполь — аэропорт Неаполь (сезонный)
- Ольбия — аэропорт Ольбия Коста-Смеральда (сезонный)

Нидерланды
- Амстердам — аэропорт Схипхол

Испания
- Барселона — аэропорт Эль-Прат
- Ивиса — аэропорт Ивиса (сезонный)
- Маон — аэропорт Менорка (сезонный)
- Пальма — аэропорт Пальма-де-Мальорка

Швейцария
- Берн — аэропорт Берн (хаб)

Тунис
- Джерба — международный аэропорт Джерба (сезонный)

Великобритания
- Лондон — аэропорт Лондон Сити

## Флот
В декабре 2013 года авиакомпания SkyWork Airlines эксплуатировала следующие самолёты
| Тип самолёта           | В эксплуатации | Заказано | Пассажирских мест | Пассажирских мест | Пассажирских мест | Примечания |
| Тип самолёта           | В эксплуатации | Заказано | Бизнес-класс      | Экономкласс       | Всего             | Примечания |
| Bombardier Dash-8 Q400 | 1              | 0        | 14                | 58                | 72                |            |
| Dornier 328—110        | 5              | 0        | —                 | 31                | 31                |            |
| ---------------------- | -------------- | -------- | ----------------- | ----------------- | ----------------- | ---------- |

- Q400 авиакомпании в аэропорту Берна
- Dornier 328 в аэропорту Берна
- de Havilland Canada DHC-8 авиакомпании SkyWork Airlines в амстердамском аэропорту Схипхол
- Dornier 328 авиакомпании SkyWork Airlines в заходе на посадку в амстердамском аэропорту Схипхол